# Le Monde tel qu'il sera
Le Monde tel qu'il sera est un roman d'anticipation d'Émile Souvestre publié en 1846 à Paris. Les illustrations sont de Bertall, Octave Penguilly L'Haridon et Prosper Saint-Germain.

## Résumé
En 1840, un jeune couple parisien, Marthe et Maurice, fortement épris, heureux et idéalistes, s’interrogent sur l’avenir du monde. Ils souhaitent ardemment connaître le futur, vérifier si les rêves qu’ils font se réaliseront. Sans trop y croire, Marthe en vient à invoquer le génie protecteur de leur époque.
Surgit alors, à bord d'une « locomotive anglaise », un curieux petit homme ressemblant à « un banquier compliqué d'un notaire ». Il s'agit de M. John Progrès, qui propose d'endormir les tourtereaux pour leur permettre de découvrir le monde de l'an 3 000...

## Analyse

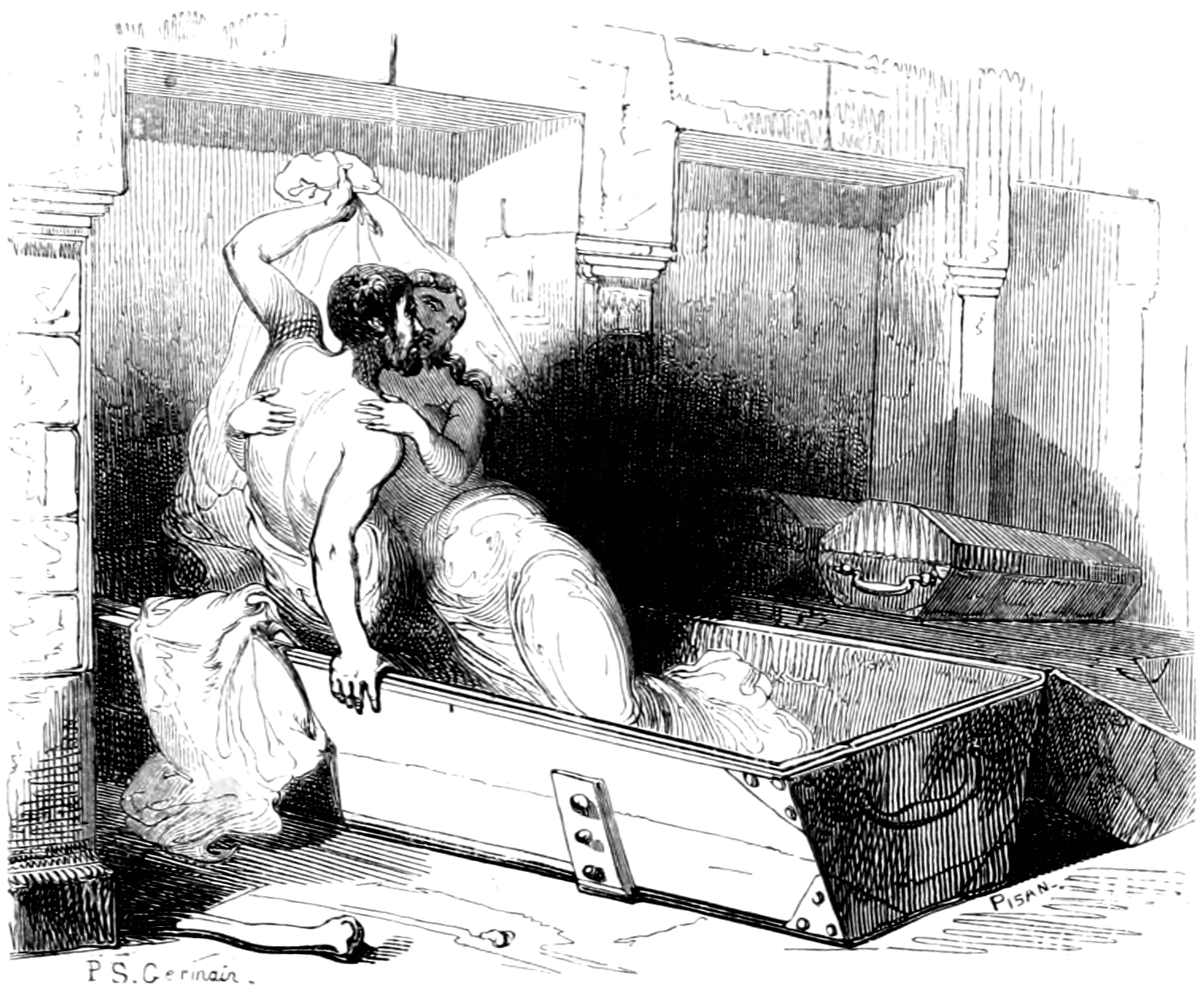
Marthe et Maurice se réveillent en l'an 3000, découverts par des archéologues du futur. Dessin de Prosper Saint-Germain.

Proposant un récit d'anticipation qui se situe en l'an 3 000, le roman apparaît comme la première dystopie française. Volontiers caricatural, ironique, anachronique, décalé, ce roman est riche d’enseignements sur l’image que l’on peut se faire du futur au milieu du XIXe. L'auteur est très influencé par les doctrines fouriériste et saint-simonienne prônant l'égalitarisme, ici moqué. Préfigurant le genre du roman scientifique à la Jules Verne, Émile Souvestre est l’un des premiers auteurs à imaginer les effets négatifs possibles du progrès dans le cadre d’un roman dans lequel individualisme et enrichissement personnel sont exacerbés.

## Extraits
« Le breuvage, les soins, l’air et le soleil y étaient distribués conformément au principe de justice romaine Habiti ratione personarum et dignitatum. Les enfants de millionnaires avaient neufs parts et les fils de mendiants, le neuvième d’une part, ce qui leur servait à tous deux d’apprentissage pour les inégalités sociales. L’un s’accoutumait ainsi, dès le premier jour, à tout exiger, l’autre à ne rien attendre. Merveilleuse combinaison, qui assurait à jamais l’équilibre de la République. »